# Мамочка не позволяет
«Мамочка не позволяет» (англ. Momma Don't Allow) — короткометражный документальный фильм, совместная режиссёрская работа Карела Рейша и Тони Ричардсона. Лента вошла в программу первого показа работ движения «Свободное кино».

## Сюжет
Несколько молодых людей из рабочего класса — официантка, работник мясной лавки, помощница дантиста — заканчивают свой рабочий день и отправляются в джаз-клуб в северном Лондоне. Количество прибывших постепенно растёт, и вскоре начинаются танцы под зажигательную музыку джаз-бэнда Криса Барбера. Молодёжь пьёт пиво, обменивается шутками, одни пары становятся ближе друг другу, между другими происходят размолвки. Состав вечеринки разбавляется группой богатых молодых людей, приехавших на дорогом автомобиле.

## О фильме
В марте 1954 года Карел Рейш и Тони Ричардсон подали в Фонд экспериментального кино при Британском киноинституте заявку на создание короткого документального фильма о субботнем вечере в джазовом клубе на севере Лондона. Было выделено 425 фунтов, съёмки прошли зимой 1954—1955 года с использованием 16-мм камеры. Работа над картиной была завершена в ноябре 1955 года; к этому времени первоначальное название «Джаз» было изменено на «Мамочка не позволяет»: так называлась заключительная песня, исполняемая оркестром в фильме. Премьерный показ состоялся 25 января 1956 года в рамках программы, составленной из финансировавшихся Британским киноинститутом фильмов и предназначенной для прессы и представителей киноиндустрии; отзывы критиков были крайне положительными. Несколько дней спустя лента была показана широкой публике в рамках первой программы движения «Свободное кино».